# Liste der Einträge im National Register of Historic Places im Henderson County (Illinois)

Lage des Henderson County in Illinois

Die Liste der Einträge im National Register of Historic Places im Henderson County in Illinois führt alle Bauwerke und historischen Stätten im Henderson County auf, die in das National Register of Historic Places aufgenommen wurden.

## Legende
| NRHP | Historic Place    |
| HD   | Historic District |

## Aktuelle Einträge
| [ 2 ] | Name                                  | Bild                                  | Eintragsdatum        | Lage                                                                                            | Ort       | Beschreibung |
| ----- | ------------------------------------- | ------------------------------------- | -------------------- | ----------------------------------------------------------------------------------------------- | --------- | ------------ |
| 1     | Lock and Dam No. 18 Historic District | Lock and Dam No. 18 Historic District | 2004 ID-Nr. 04000178 | Rund 3 km westlich von Gladstone 40° 52′ 54″ N, 91° 1′ 27″ W                                    | Gladstone |              |
| 2     | Oquawka Wagon Bridge                  | Oquawka Wagon Bridge                  | 1975 ID-Nr. 75000660 | Brücke über den Henderson Creek, rund 4 km südlich von Oquawka 40° 53′ 52,8″ N, 90° 56′ 13,2″ W | Oquawka   |              |
| 3     | Alexis Phelps House                   | Alexis Phelps House                   | 1982 ID-Nr. 82002537 | Am Ufer des Mississippi River 40° 56′ 0″ N, 90° 57′ 0″ W                                        | Oquawka   |              |
| 4     | South Henderson Church and Cemetery   | South Henderson Church and Cemetery   | 1976 ID-Nr. 76000709 | Östlich von Gladstone 40° 52′ 21″ N, 90° 54′ 46″ W                                              | Gladstone |              |